# Брошка

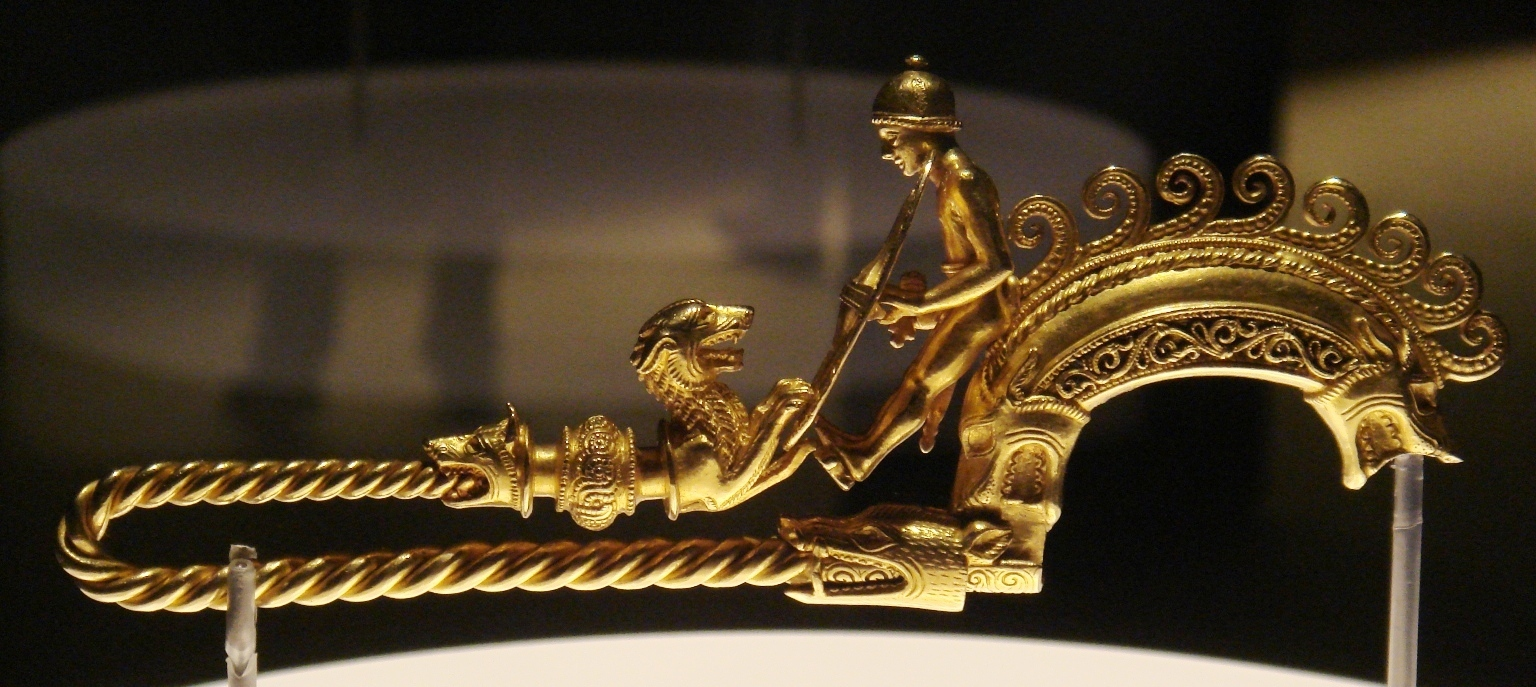
Стародавня Грецька брошка (II століття до н. е.)

Бро́шка, бро́ша (від фр. broche) — прикраса, що кріплять до одягу. Складається з декоративної частини та рухомої голки, яку знерухомлюють гачком. Брошку носять на грудях, або на комірі.